# 宝児
宝児（Baoer（バオア）、繁体字表記：寶兒、1990年1月7日 - ）は、台湾の歌手、タレント。アイドルグループPopu Ladyのメンバー。なお、「宝児」という芸名は韓国の歌手BoAと同じ漢字であるが、BoAにあやかってつけた名前ではなく、関係はない。そのため台湾人である宝児を「ボア」と呼ぶのは誤りである。

## プロフィール
- 台北市の出身。身長160cm、体重44kg。血液型はB型（Popu Lady内では唯一のB型）。
- 幼い頃に両親が離婚し、小学5年生になるまで母方のおじの家で育った。
- 幼いころから絵を描くのが好きで、美術学校に進学することを希望していた。
- 康寧医護曁管理専科学校に在学中、Channel[V]の『無敵青春克（中国語版）』に出演しデビュー、番組内の企画で人気を集める。旧芸名は笨宝（笨寶）。
- 華研国際音楽と契約後、芸名を現在のものに変更した。
- Popu Lady結成前は雑誌などの写真のモデルとして活動していた。
- 人気番組『我愛黒渋会』にゲスト出演し、同番組のレギュラーメンバーであった洪詩と共演したことがある。
- Popu Ladyの中ではもっとも台湾語がうまい。また、来日回数も最も多い。
- 幼稚園の頃バレエを2年ほど習っていたことがあり（途中に空白期あり）、体が柔らかくストレッチなども得意。メンバー内では洪詩とともにダンスがうまいとして評価されている。
- 料理、特にスイーツ関係を作るのが得意である。
- 両親が離婚した環境で育ったため、自分の子供には完全な家庭を与えてあげることが夢であると語っている。
- 好きなスタジオジブリの作品として『天空の城ラピュタ』『となりのトトロ』『火垂るの墓』『千と千尋の神隠し』『ハウルの動く城』『風の谷のナウシカ』（正確には前身のトップクラフトの制作）を挙げている。
- 周杰倫のファンであり、共演したい芸能人としてたびたび名前を挙げている。
- 2013年3月、華研国際音楽の先輩で12歳年上の郭品超とグアムで手をつないでいる様子を撮影されたが、双方のマネージャーが仲の良い友人として交際関係にあることを否定した。
- 2014年6月11日夜、再び郭の愛車に乗っているところを『自由時報』の記者に撮影された。この際、郭と記者双方が怪我をし、記者のカメラが壊れるなどのトラブルとなった。
- 2015年1月6日、『壹周刊』にMP魔幻力量の嘎嘎とのデート・キスの現場を報道された。Popu LadyとMP魔幻力量両グループのメンバーによる熱愛が発覚するのは、大元と鼓鼓に続き2組目である。また、嘎嘎は2015年に安心亜との動画が流出し、所属事務所から半年間の謹慎処分を受けていたが、本件の現場が撮影されたのは、その処分が解けてから1か月もたたない時であった。
- 2024年、中華職業棒球大聯盟・富邦ガーディアンズのチアリーダー「Fubon Angel」メンバーに採用される[2]。

## メディア出演

### ドラマ
| 時期   | 番組名           | 配役                         |
| ------ | ---------------- | ---------------------------- |
| 2012年 | 智勝鮮師         | 呉涵雅（ゲスト出演）         |
| 2016年 | 浮士德的微笑     | 潘育男の同級生（ゲスト出演） |
| 2017年 | アテンションLOVE | 依依                         |